# Beccariella balansana
Beccariella balansana är en tvåhjärtbladig växtart som först beskrevs av Jean Baptiste Louis Pierre och Henri Ernest Baillon, och fick sitt nu gällande namn av André Aubréville. Beccariella balansana ingår i släktet Beccariella och familjen Sapotaceae.
Artens utbredningsområde är Nya Kaledonien. Inga underarter finns listade i Catalogue of Life.